# Zoltán Sebescen
Zoltán Sebescen (Ehingen, Alemania Federal, 1 de octubre de 1975) es un exfutbolista alemán aunque con ascendencia húngara, se desempeñaba como lateral derecho y se retiró en 2004. Actualmente ejerce de entrenador de las categorías inferiores del Stuttgarter Kickers.
Ha sido una vez internacional con la selección de fútbol de Alemania.

## Clubes
| Club                | País     | Año       | Partidos | Goles |
| ------------------- | -------- | --------- | -------- | ----- |
| Stuttgarter Kickers | Alemania | 1996-1999 | 52       | 5     |
| VfL Wolfsburg       | Alemania | 1999-2001 | 40       | 10    |
| Bayer Leverkusen    | Alemania | 2001-2004 | 32       | 3     |

- Datos: Q174619